# Pocona (gemeente)
Pocona is een gemeente (municipio) in de Boliviaanse provincie Carrasco in het departement Cochabamba. De gemeente telt naar schatting 10.978 inwoners (2018). De hoofdplaats is Pocona.